# Zeri in più (Locura)
Zeri in più (Locura) è un singolo del rapper italiano Lazza in collaborazione con la cantante italiana Laura Pausini, pubblicato il 13 settembre 2024 come secondo estratto dal quarto album in studio Locura.

## Antefatti e descrizione
L'11 settembre 2024 Lazza ha annunciato le tracce del quarto album in studio, tra cui il primo estratto Zeri in più (Locura) in collaborazione con Laura Pausini. Il brano è stato scritto da Lazza e Drillionaire, anche produttore del brano, ed interpola nella parte introduttiva Una locura del cantautore spagnolo José Luis Perales. Il rapper ha spiegato il significato del brano e la volontà di collaborare con Pausini:
La stessa Pausini ha spiegato la scelta di collaborare con il rapper e il significato del brano:

## Accoglienza
Alessandro Alicandri di TV Sorrisi e Canzoni scrive che il brano «parte come una canzone antica, [...] una canzone d'odio e d'amore», assimilandolo a brani di Massimo Ranieri o Caterina Caselli, che tuttavia risulta affrontare «del rapporto tra carriera, arte e denaro». Da un lato afferma che Lazza canta «una risposta piuttosto chiara alla scena rap, [...] riaffermando il proprio spazio perché non c'è posto per troppi (supposti) numeri uno», mentre «il contributo di Laura Pausini al brano è davvero interessante perché apre e chiude la canzone come se fosse un campionamento di un brano preesistente».

## Video musicale
Il video musicale del brano, diretto da Late Milk, è stato pubblicato in contemporanea al singolo sull'account YouTube di Lazza.

## Tracce
Testi e musiche di Jacopo Lazzarini, Diego Vincenzo Vettraino, José Luis Perales.
1. Zeri in più (Locura) (feat. Laura Pausini) – 4:07

## Successo commerciale
Zeri in più (Locura) ha esordito alla prima posizione della Top Singoli redatta da FIMI. Il brano è divenuto il terzo di Lazza a occupare la prima posizione e il sesto di Pausini dopo Limpido con Kylie Minogue del 2013. Grazie a ciò Pausini ha occupato la prima posizione della classifica di vendite italiana dei singoli in quattro decenni consecutivi.

## Classifiche
| Classifica (2024) | Posizione massima |
| ----------------- | ----------------- |
| Italia            | 1                 |

## Riconoscimenti
- Videoclip Italia Awards
  - 2025 – Migliori effetti visivi[16]